# Michael Rosen (mathématicien)
Pour les articles homonymes, voir Rosen.
Michael Ira Rosen né le 7 mars 1938 à Brooklyn (New York) est un mathématicien américain spécialisé en théorie algébrique des nombres, théorie arithmétique des corps de fonctions et géométrie arithmétique.

## Biographie
Michael Rosen a obtenu un B. A. en 1959 à l'université Brandeis et en 1963, un Ph. D. à l'université de Princeton, sous la direction de John Coleman Moore. Il est professeur à l'université Brown.
Rosen est connu pour ses livres, en particulier son livre avec Kenneth Ireland sur la théorie des nombres, qui s'inspire des idées d'André Weil et contient une introduction aux fonctions zêta de courbes algébriques, aux conjectures de Weil et à l'arithmétique des courbes elliptiques.
Pour son essai sur Niels Henrik Abel et les équations du cinquième degré, il a reçu le prix Chauvenet.

## Sélection de publications
- (en) avec Kenneth Ireland, Elements of Number Theory : Including an Introduction to Equations over Finite Fields, Bogden et Quigley, 1972
- (en) avec Kenneth Ireland, A Classical Introduction to Modern Number Theory, Springer, coll. « GTM » (no 84), 1992, 2e éd. (1re éd. 1982), 389 p. (ISBN 978-0-387-97329-6, lire en ligne)
- (en) Number Theory in Function Fields, Springer, coll. « GTM » (no 210), 2002, 358 p. (ISBN 978-0-387-95335-9, lire en ligne)
- (en) « Remarks on the history of Fermat’s last theorem 1844 to 1984 », dans Cornell, Silverman et Stevens, Modular forms and Fermat's last theorem, New York, Springer, 1997, p. 505-525
- (en) « Abel's theorem on the lemniscate », Amer. Math. Month., vol. 88,‎ 1981, p. 387-395
- (en) « Niels Hendrik [sic] Abel and Equations of the Fifth Degree », Amer. Math. Month., vol. 102,‎ 1995, p. 495-505 (lire en ligne)